# SAP Open 2004
Il SAP Open 2004 è stato un torneo di tennis giocato sul cemento indoor. È stata la 116ª edizione del SAP Open, che fa parte della categoria International Series nell'ambito dell'ATP Tour 2004. Si è giocato nell'HP Pavilion di San Jose negli Stati Uniti, dal 9 al 15 febbraio 2004.

## Campioni

### Singolare
Andy Roddick ha battuto in finale  Mardy Fish con il punteggio di 7–6(13), 6–4

### Doppio
James Blake /  Mardy Fish hanno battuto in finale  Rick Leach /  Brian MacPhie con il punteggio di 6–2, 7–5